# هورينة (جمع أبرود)
هورينة (بالفارسية: هورینه) هي قرية تقع في إيران في قسم جمع أبرود الريفي.